# Cvijan Milošević
Cvijan Milošević (in serbo Цвиjaн Mилoшeвић?; Belgrado, 27 ottobre 1963) è un ex calciatore serbo, fino al 1992 jugoslavo, di ruolo centrocampista.
È padre di Deni Milošević, anch'egli calciatore.